# ТЕС Редінг
ТЕС Редінг(івр. תחנת הכוח רדינג) — теплова електростанція у центральній частині Ізраїлю, у портово-промисловій зоні Тель-Авіва. Планується до остаточного закриття на початку 2020-х.
Станцію, названу на честь голови правління Палестинської електричної компанії Айзекса Руфуса, 1-го маркіза Редінга, ввели в експлуатацію у 1938 році з однією паровою турбіною потужністю 12 МВт, до якої початку 1940-х додали ще одну таку ж. Під час Другої світової війни станцію спробували вивести з ладу італійські ВПС, проте вона не зазнала суттєвих пошкоджень. У 1948-му тут запустили третій блок із тим самим показником 12 МВт, котрий мав компенсувати припинення роботи ГЕС Нахараїм внаслідок штучної повені у йорданській долині, викликаної з метою зупинити просування іракських військ під час Війни за незалежність Ізраїлю. У тому ж конфлікті ТЕС знову зазнала безрезультатного повітряного нападу, на цей раз зі сторони ВПС Єгипту.
У 1953—1954 роках на додачу до перших трьох блоків (відомих як «станція А») ввели в експлуатацію ще два потужністю по 50 МВт («станція В»). А напередодні війни 1956 року (операція «Кадеш») запустили третю чергу із двох блоків по 20 МВт («станція С»). Остання повинна була гарантувати виробництво електроенергії навіть в умовах потужних атак проти інфраструктури країни, тому була споруджена у підземному виконанні. При цьому черга С знаходилась за 1,5 км від основного майданчика станції, а її димар для зниження помітності мав висоту лише 10 метрів.
У 1970-му стала до ладу четверта черга («станція D»), котра складалась із двох конденсаційних блоків із паровими турбінами потужністю по 240 МВт (станом на початок 2010-х потужність блоків черги рахувалась як 214 МВт). Димар цього об'єкту заввишки 150 м став примітним архітектурним елементом Тель-Авіва.
Поява нових генеруючих потужностей дозволила у тому ж 1970-му вивести з експлуатації найбільш застарілу «станцію А». Наступною у 1983 році була демобілізована «станція С», а у 2004-му припинила роботу і «станція В».
З самого початку енергоблоки ТЕС були розраховані на споживання нафти, проте у 2006-му вона була переведена на природний газ. Останній постачається через відвід від Офшорного газопроводу.
Для охолодження станція використовує морську воду.